# Socola (stacja kolejowa)
Socola (rum: Gara Socola) – stacja kolejowa w Jassach, w Okręgu Jassy, w Rumunii. Stacja jest obsługiwana przez pociągi CFR Călători. Znajduje się na linii kolejowej Jassy – Kiszyniów.

## Linie kolejowe
- Linia Jassy – Kiszyniów